# Tara Zupančič
Tara Zupančič, slovenska televizijska voditeljica, manekenka, oblikovalka in nekdanja udeleženka lepotnih tekmovanj * 8. avgust 1988, Jesenice
Najbolj znana je po vodenju Sanjske poroke, POP IN-a, resničnostne oddaje Zvezde plešejo in Kuhinje na kolesih na POP TV. 
Bila je finalistka Miss Slovenije 2009 (1. spremljevalka) in Miss Universe Slovenije 2008.
Leta 2016 in 2023 je bila nominirana za naslov Femme Fatale.

## Zgodnja leta in izobrazba
Rodila se je na Jesenicah. Mama ji je dala ime po liku iz avstralske žajfnice Vrnitev v Paradiž (1986). Starša sta se ločila, ko je bila stara štiri leta.
Odraščala je na Bohinjski Beli. Obiskovala je osnovno šolo na Bledu in Gimnazijo Kranj (oddelek B, 2003 - 2007). Na Zavodu AI je se je prekvalificirala v kozmetično tehnico, na visoki strokovni šoli VIST pa je leta 2014 pridobila naziv diplomirane kozmetičarke.

## Kariera

### Lepotna tekmovanja
Maja 2008 je bila v finalu lepotnega tekmovanja Miss Universe Slovenije 2008. Istega leta je postala Miss Alpe Adria Slovenija 2008. Marca naslednje leto je postala še Miss Alpe Adria International 2008.

### Manekenstvo
Leta 2009 je v slovenski izdaji revije Playboy pozirala kot sanjsko dekle.
Na modni pisti se je večkrat sprehodila v oblačilih znamke Lisca in Rašica.

### Vodenje TV oddaj in prireditev
Leta 2015 je na POP TV postala voditeljica rubrike POP IN in sovoditeljica resničnostne oddaje Popolna poroka z Boštjanom Romihom. Spomladi 2017 je začela na istem kanalu s Petrom Polesom voditi plesno resničnostno oddajo Zvezde plešejo.
Leta 2015 je z Maticem Švabom vodila blejsko tekaško prireditev Nočna 10-ka, dve leti kasneje pa drugi dan brežiškega glasbenega festivala BMM.
Leta 2019 je na Gospodarskem razstavišču povezovala 8. konferenco o digitalnih komunikacijah Diggit. Vodila je Cosmo konferenci 2017 in 2018.
Vodila je tudi dogodke podjetij Crocs,Benussi (zastopnik znamke Iveco) in BSH hišni aparati (predstavitev znamke Neff).
Leta 2022 je s Kuhinjo na kolesih raziskovala Prekmurje. 

### Oblikovanje in mačji koledar
Kot samostojna podjetnica ima blagovno znamko Varishana. Ustvarja poslikave za keramiko in za namizne igre. Njena znamka sodeluje v projektu Tricikel (torbe in denarnice) s podjetjema S-Print in Centerkontura, namen je reciklaža odsluženih materialov.
Za leto 2020 je izdala dobrodelni koledar Muce z ulice s fotografijami, na katerih pozira s pasemskimi mačkami. Sponzor koledarja je bila znamka mačje hrane Sheba podjetja Mars, fotografije je posnel Andraž Muljavec.
Oblikovala je kopalniško pohištvo Studia 507.

### Pisanje ter manjše televizijske vloge
Leta 2009 je v spletni literarni reviji Locutio objavila zapis pod naslovom Mi Deseo.
Pojavila se je v spletni seriji Pr'Hostar in v oddaji Klemna Slakonje Je bella cesta.

## Zasebno
Visoka je 170 cm.
Leta 2018 se je končalo njeno triletno razmerje s Tomijem Megličem iz skupine Siddharta.

## Kot model v reklamnih spotih
- Orsoslim (Rusija), Krka (agencija Imelda Ogilvy) Vimeo
- RokSalon Experience, 2014 YouTube